# Aya Ueto
Aya Ueto (上戸彩, Ueto Aya) Nascida em Tóquio, Japão em 14 de setembro de 1985 é uma cantora, atriz e j-idol.

## Biografia
Sua carreira teve início, ainda em sua adolescência, em concursos de beleza. Com o recebimento de uma premiação espacial no 7º All-Japan National Young Contest no ano de 1997, logo surgiram oportunidades de estrelar em algumas campanhas publicitárias, esse foi a primeiro passo para a sua estréia como atriz em 2000 no dorama "Namida wo Fuite".
Mas mesmo antes de ter sua estréia como atriz, ela já vinha se dedicando a carreira de cantora fundando um grupo de J-Pop chamado Z-1, onde, com outras três garotas (Mami Nejiki, Mai Fujiya e Manami Nishiwaki) lançou cinco singles até a sua saída. Em 2002, já com sua carreira de atriz consolidada, tendo participado de outros três doramas ("Yume wa Mitsuboshi" - 2001, "3 Nen B Gumi Kinpachi-Sensei" - 2002 e "Wataru Seken wa Oni Bakari" - 2002), ela lançou no dia 28 de agosto de 2002 seu primeiro single em carreira solo "Pureness". Em 2006 participou da cobertura da Final do Campeonato Mundial de Clubes da FIFA 2005 e 2006, onde fez a vez de torcedora do São Paulo (2005)e Internacional(2006).contrapondo a torcida do apresentador Sanma san,que nas duas ocasiões torcia para os times europeus.

## Discografia

### Singles
- Pureness
- Kizuna
- HELLO
- Message/Personal
- Kansho/MERMAID
- Binetsu
- Ai no Tamani
- Kaze Okuru Kotoba
- Afuresou na Ai Daite/Namida wo Fuite
- Usokoshi
- yume no Chikara
- Kaze wo Ukete
- Egao No Mama De
- Way To Heaven
- Namida no Niji/SAVE ME
- Smile for...

### Albums
| Álbum | informação                                                           | Posição, Rank semanal Oricon | vendas                 |
| ----- | -------------------------------------------------------------------- | ---------------------------- | ---------------------- |
| 1°    | AYAUETO - Released: 21 de março, 2003                                | - Oricon Top 200: #5         | 54,000 cópias vendidas |
| 2°    | MESSAGE - Released: 3 de março, 2004                                 | - Oricon Top 200: #6         | 75,000 cópias vendidas |
| 3°    | Re. - Released: 8 de dezembro, 2004                                  | - Oricon Top 200: #19        | 35,000 cópias vendidas |
| Remix | UETOAYAMIX - Released: 24 de agosto, 2005                            | - Oricon Top 200: #47        | 7,000 cópias vendidas  |
| 4°    | License - Released: 8 de março, 2006                                 | - Oricon Top 200: #19        | 22,000 cópias vendidas |
| Best  | BEST of UETOAYA -Single Collection- - Released: 20 de setembro, 2006 | - Oricon Top 200: #5         | 48,000 cópias vendidas |

- Total de Vendas: 241,000 copias

## Filmografia
| FIlme                   | Ano    | Papel        |
| ----------------------- | ------ | ------------ |
| Azumi 2                 | - 2005 | Azumi        |
| Insutoru                | - 2004 | Asako Nozawa |
| Satoukibi Batake no Uta | - 2004 | Mie Hirayama |
| Azumi                   | - 2003 | Azumi        |
| Satsujinsha             | - 1999 | Hikari       |